# Pheidole malabarica
Pheidole malabarica är en myrart som först beskrevs av Jerdon 1851.  Pheidole malabarica ingår i släktet Pheidole och familjen myror. Inga underarter finns listade i Catalogue of Life.